# Slangsterren
Slangsterren (Ophiuroidea) zijn stekelhuidige zeedieren die nauw verwant zijn aan zeesterren. Ze danken hun naam aan de vijf lange , dunne, gelede en extreem buigzame armen.

## Uiterlijke kenmerken
Slangsterren hebben over het algemeen vijf lange armslierten, die duidelijk van de centrale lichaamsschijf zijn afgegrensd, die hoogstens 10 cm in diameter wordt. De grootste soorten kunnen tot 60 cm lang worden. De armen van een slangster breken makkelijk af, maar groeien daarna ook weer aan. Met deze flexibele, slangachtige 'armen' kunnen ze kruipen over de zeebodem. Slangsterren hebben niet de zuignapvoetjes die zeesterren hebben en kunnen veel sneller bewegen.
Aan de onderkant van de armen bevinden zich twee rijen ambulacraalvoetjes; deze komen naar buiten door tentakelporiën die door kleine flappen, de tentakelschubben, afgesloten kunnen worden.
De mond is omringd door vijf kaken, bestaande uit platen en tanden die belangrijke determinatiekenmerken vormen.

## Leefwijze
Deze dieren voeden zich met aas of detritus. Ze verzamelen kleine voedseldeeltjes op de zeebodem door middel van kleverig slijm, dat zich bevindt tussen de stekels op hun armen.

## Verspreiding en leefgebied
Ze leven wereldwijd op de zeebodem, vaak in enorme aantallen.

## Taxonomie
- Orde Euryalida Lamarck, 1816
- Orde Ophiurida Müller & Troschel, 1840

## Europese, Belgische en Nederlandse soorten

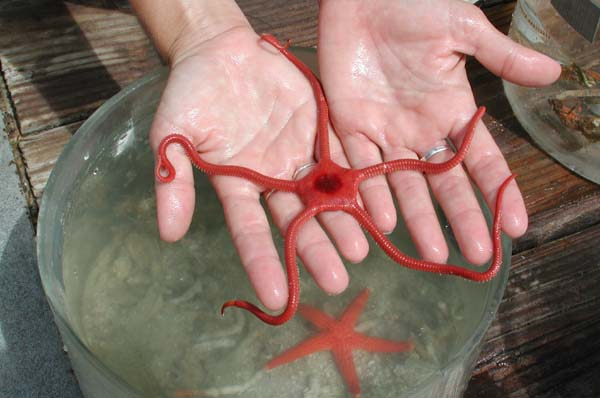
Een slangster, met op de achtergrond een zeester.

In de Europese kustwateren komen 184 soorten slangsterren voor, waarvan in de Belgische en Nederlandse kustwateren de volgende zeven soorten als inheems beschouwd worden:
- Acrocnida brachiata (Montagu, 1804) - Ingegraven slangster
- Amphipholis squamata (Delle Chiaje, 1828) - Levendbarende slangster
- Amphiura chiajei Forbes, 1843
- Amphiura filiformis (O.F. Müller, 1776) - Draadarmige slangster
- Ophiothrix fragilis (Abildgaard, 1789) - Brokkelster
- Ophiura albida Forbes, 1839 - Kleine slangster
- Ophiura ophiura (Linnaeus, 1758) - Gewone slangster

De volgende soorten zijn mogelijk in onze kustwateren waargenomen maar deze soorten worden (nog) niet als inheems erkend:
- Ophiocten affinis (Lütken, 1858)
- Ophiactis virens (M. Sars, 1857)
- Ophiura sarsii Lütken, 1855